# SummerSlam (2013)
SummerSlam (2013) là một sự kiện pay-per-view (PPV) đấu vật chuyên nghiệp sản xuất bởi WWE diễn ra vào ngày 18 tháng 8 năm 2013 tại Trung tâm Staples ở Los Angeles, California. Đây là sự kiện SummerSlam thứ 26, và liên tiếp thứ 5 được tổ chức tại Trung tâm Staples. Sự kiện nhận được 296.909 lượt mua, giảm so với năm trước là 358.000.

## Kết quả
| #                                                                                     | Kết quả | Thể loại | Thời gian |
| ------------------------------------------------------------------------------------- | --- | --- | --------- |
| 1P                                                                                    | Rob Van Dam (cùng với Big Show và Mark Henry) đánh bại Dean Ambrose (c) (cùng với Roman Reigns và Seth Rollins) bằng luật chống phạm quy | Trận đấu đơn tranh đai WWE United States Championship                                                                                          | 13:38     |
| 2                                                                                     | Bray Wyatt (cùng với Erick Rowan và Luke Harper) đánh bại Kane                                                                           | Ring of Fire match | 7:49      |
| 3                                                                                     | Cody Rhodes đánh bại Damien Sandow | Trận đấu đơn | 6:40      |
| 4                                                                                     | Alberto Del Rio (c) đánh bại Christian bằng đòn khóa                                                                                     | Trận đấu đơn tranh đai World Heavyweight Championship                                                                                          | 12:30     |
| 5                                                                                     | Natalya (cùng với Cameron và Naomi) đánh bại Brie Bella (cùng với Eva Marie và Nikki Bella) bằng đòn khóa                                | Trận đấu đơn | 5:19      |
| 6                                                                                     | Brock Lesnar (cùng với Paul Heyman) đánh bại CM Punk                                                                                     | Trận đấu No Disqualification | 25:17     |
| 7                                                                                     | Dolph Ziggler và Kaitlyn đánh bại AJ Lee và Big E Langston                                                                               | Trận đấu đồng đội hỗn hợp | 6:45      |
| 8                                                                                     | Daniel Bryan đánh bại John Cena (c) | Trận đấu đơn tranh đai WWE Championship với Triple H là trọng tài khách mời đặc biệt                                                           | 26:55     |
| 9                                                                                     | Randy Orton đánh bại Daniel Bryan (c) | Trận đấu đơn tranh đai WWE Championship với Triple H là trọng tài khách mời đặc biệt Đây là Trận đấu cash-in Money in the Bank của Randy Orton | 0:08      |
| - (c) – chỉ người vô địch bước vào trận đấu - P – chỉ trận đấu diễn ra trong pre-show | | |           |